# Hamlet (Quellen)
Dieser Artikel behandelt im Detail die Frage, welche Quellen Shakespeare bei der Abfassung seines Dramas Hamlet verwendet hat.

## Antike und nordische Sagen und ihre Überlieferung
Lucius Brutus
Shakespeare könnte im Hamlet Motive der Sage von Lucius Iunius Brutus verwendet haben. Der Gründer der römischen Republik (509 vor Chr.) rächte den Mord an seinem Vater und an seinem Bruder durch Tarquinius, den er täuschte, indem er sich blödsinnig stellte. Ob Shakespeare diese Legende einschließlich des in ihr schon ausgeprägten Motivs der Verstellung des Klugen als dumm kannte, ist ungewiss. Vielleicht hatte er Zugang zum ersten Buch von Titus Livius’ Werk Ab urbe condita libri, das 1600 in einer englischen Übersetzung von Philemon Holland erschien, oder er kannte die Geschichte aus Ovids Fasti. Die Lucius-Brutus-Legende hat in weiteren Stücken Shakespeares einen Widerhall gefunden, unter anderem in Julius Cäsar, Heinrich V. und Lucretia.
Ödipus und Orestes
Schon 1897 stellte Freud in einem Brief an Fließ Hamlet neben Ödipus und äußerte die Vermutung, Shakespeares Unbewusstes habe das Unbewusste seines Helden als Geschichte eines ödipalen Konfliktes gestaltet. Andere Autoren sind der Meinung, dass die Geschichte des Orestes mehr Ähnlichkeiten mit der Hamlets aufweist als die Geschichte des Ödipus. Agamemnon und Klytaimnestra sind die Eltern Orests. Agamemnon zieht in den Krieg, seine Frau will seine Rückkehr nicht erwarten und heiratet einen Freier, Aigisthos. Als Agamemnon zurückkehrt, tötet Aigisthos den Heimkehrer. Orestes rächt seinen Vater, indem er den Mörder und seine Mutter tötet. Dafür wird er von den Erinyen mit Wahnsinn geschlagen. Die Motive der untreuen Mutter, vom mörderischen Bruder und dem rächenden Sohn seien hier viel offensichtlicher als bei Ödipus.
Amlethus

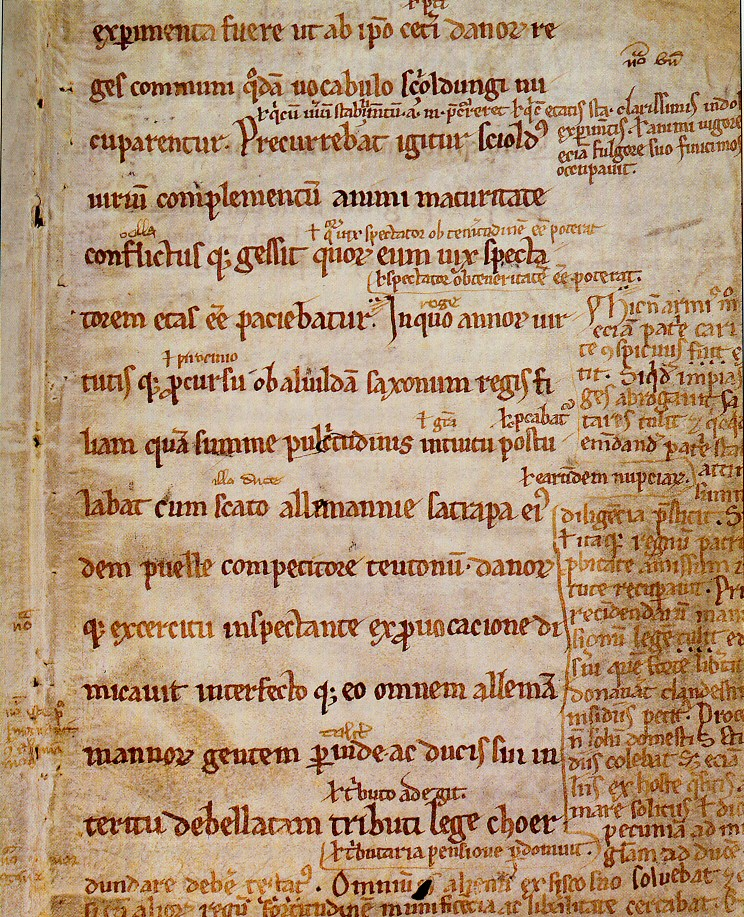
Das Angers-Fragment.

Übereinstimmend wird bei der Frage nach dem Namen des Stückes und den Grundzügen des Plots auf eine nordische Tradition hingewiesen. Dazu gehören die ersten Berichte über Amlóði in der Snorra-Edda des Isländers Snorri Sturluson. Snorri erwähnt im dritten Teil der Prosa-Edda, dem Skáldskaparmál, das Bild (Kenning) von dem Meer, als Amlóðis Mühle (altisländisch Amlóða kvern).

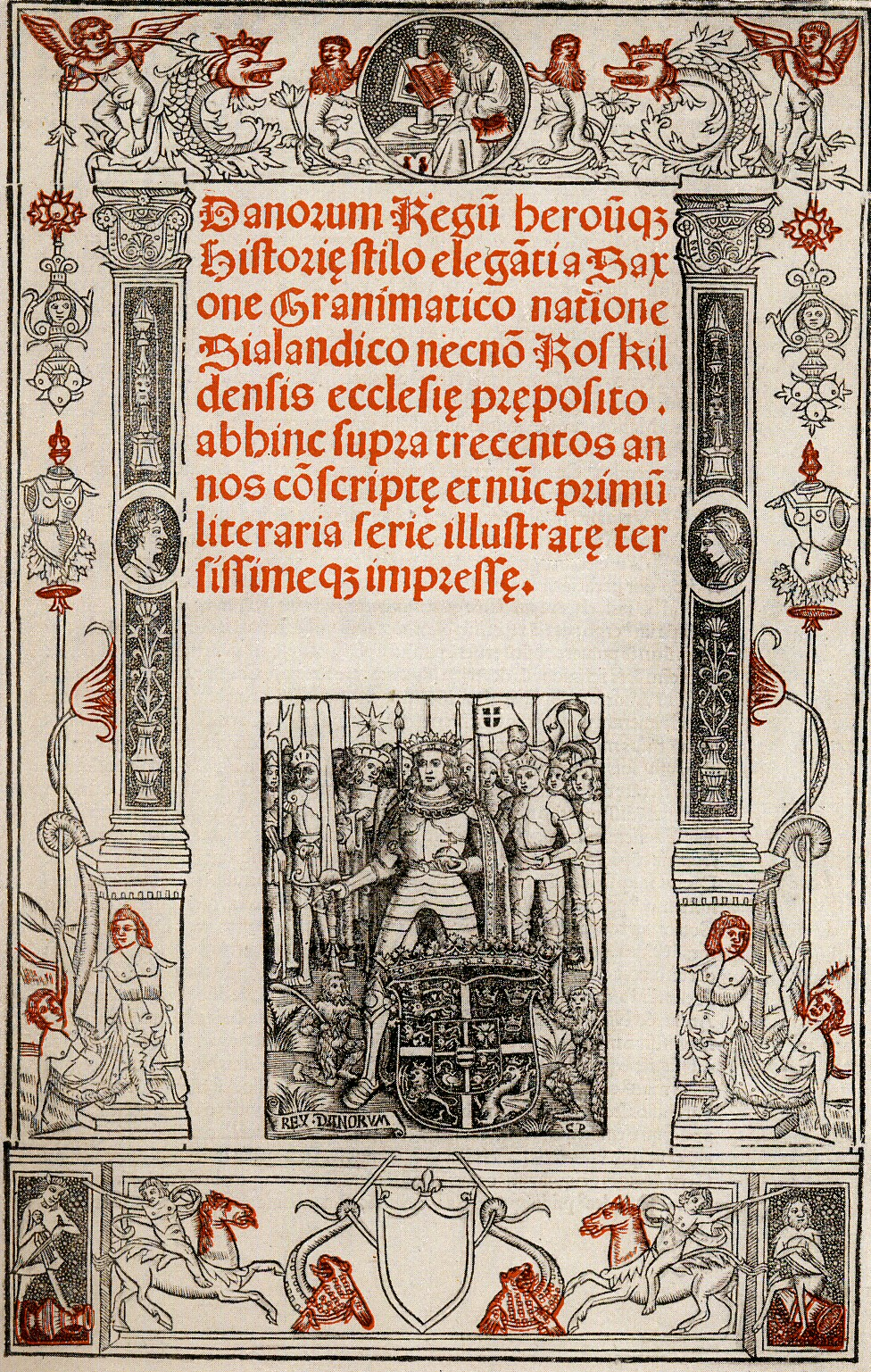
Titelseite der Danorum Regum heroumque Historia.

Die Erzählung von Amlethus wird in der Gesta Danorum des Saxo Grammaticus, die vermutlich um 1185 entstanden ist, weiterverarbeitet. Von dem Werk sind vier Fragmente erhalten: das Angers-Fragment, das Lassen-Fragment, das Kall-Rasmussen-Fragment und das Plesner-Fragment. Das Angers-Fragment ist das älteste und stammt ca. aus dem Jahr 1200. Es besteht aus vier vollständig beschriebenen Pergamentblättern und gilt als Handschrift des Saxo. Die drei weiteren Fragmente sind Abschriften aus der zweiten Hälfte des 13. Jahrhunderts. Sie befinden sich alle in der königlichen Bibliothek in Kopenhagen.

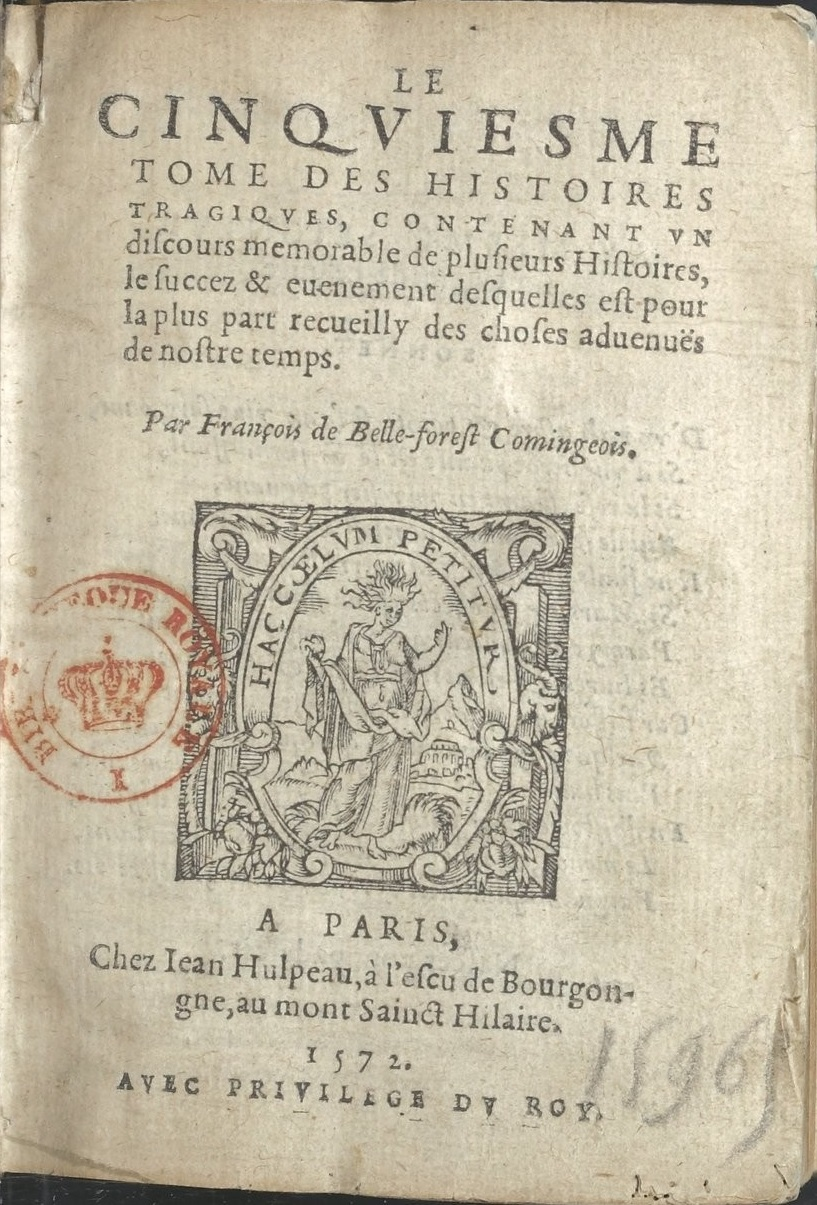
Titelseite des fünften Bandes der „Histoires tragiques“ von Belleforest, 1572.

Die Fragmente der Gesta Danorum aus dem 13. Jahrhundert sind unvollständig. Allerdings ist sie komplett in einer lateinischen Fassung aus dem 16. Jahrhundert erhalten. Es handelt sich dabei um die Danorum Regum heroumque Historia, die Christiern Pedersen 1514 in Paris verfasst hat. Die darin enthaltene Amlethus-Erzählung wurde von François de Belleforest ins Französische übersetzt und stark bearbeitet im Jahre 1572 erstmals im fünften Band der Histoires tragiques veröffentlicht. Dieser Band enthält zwölf Erzählungen, bei einer davon handelt es sich um die Amlethus-Sage. Bei der Umarbeitung der Amlethus-Geschichte durch Belleforest hat dieser das Element der Melancholie des Helden neu eingeführt und die misogynen Elemente vertieft und ausgeweitet, die schon bei Saxo angelegt sind. Zugleich ergänzte Belleforest seine Vorlage durch schwerfällige moralisierende Kommentare, so dass der Umfang des ursprünglichen Textes sich nahezu verdoppelte. Die französische Version der Histoires tragiques erscheint bis 1601 ins sieben Auflagen. Im Jahre 1608 erscheint die Amleth-Geschichte Belleforests erstmals in einer englischen Übersetzung als The Hystorie of Hamblet.
In Belleforests Fassung sind seine auf christlichen Grundüberzeugungen basierenden Vorbehalte gegen eine auf altgermanischen Vergeltungsvorschlägen beruhende Darstellung der Geschichte Hamlets bereits deutlich erkennbar. So deutet er Hamlet als „Vollstrecker eines göttlichen Strafurteils“, um ihn nicht als „barbarischen Verbrecher“ verurteilen zu müssen.
Die von Saxo Grammaticus erzählte Geschichte des Amlethus weist in den Grundzügen bereits deutliche Übereinstimmungen mit dem Handlungsverlauf von Shakespeares Hamlet auf. So sind hier beispielsweise verschiedene Schachzüge wie der vorgetäuschte Wahnsinn oder die Umwandlung der Tötungsbefehle während der Englandfahrt
vorgezeichnet, wenngleich der Protagonist hier nicht als zögernder, nachdenklicher Mensch dargestellt wird, sondern seinen Racheplan mit kluger List zielstrebig verfolgt.
In Belleforests Version der Amleth-Erzählung finden sich darüber hinaus weitere für Shakespeares Hamlet durchaus interessante Änderungen und Zusätze. So hat etwa Fengon bereits zu Lebzeiten seines Bruders mit dessen Frau geschlafen, siehe dazu die Worte des Geistes in Hamlet, Szene I.5: „Lass Dänemarks königliches Bett kein Lager für Blutschand und verruchte Wollust sein!“ Darüber hinaus drängen sich nach Gerluths Vermählung mit Fengon zunehmend Fragen auf, ob sie von dem Mord Kenntnis gehabt habe oder ihn sogar mitgeplant habe, um ungestört ihre Beziehung zu Fengon ausleben zu können. Amleth wirft eben dies ähnlich wie Hamlet in Szene III.1 in einer leidenschaftlichen, rhetorisch geschliffenen Ansprache an seine Mutter vor, was diese jedoch wiederum abstreitet. Amleths Mutter schwört zudem wie bei Shakespeare, das Geheimnis Amleths zu bewahren und rät ihm, Rache zu üben und selber den Thron zu besteigen.
Während ein Teil der Shakespeare-Forscher vermutet, dass Belleforests Übersetzung ins Englische schon früher vorgelegen haben könnte und damit als wahrscheinliche Hauptquelle für Shakespeare in Frage käme, vertreten andere Wissenschaftler die Ansicht, dass die englische Übersetzung von Belleforest deutliche Kenntnisse von Shakespeares Hamlet aufzeige, damit erst danach entstanden sein könne und aus diesem Grunde als mögliche Quelle für Shakespeares Werk gänzlich ausscheide.

## Zeitgenössische Theaterstücke
Ur-Hamlet und Spanische Tragödie
Das zweite Quellenproblem kreist um die Annahme eines der Abfassung des Hamlet unmittelbar zugrunde liegenden zeitgenössischen Theaterstückes, wobei in der Hauptsache zwei Kandidaten ins Spiel gebracht werden: die von Thomas Kyd verfasste spanische Tragödie und der ebenfalls Kyd zugeschriebene hypothetische Ur-Hamlet. Vergleiche hierzu den Abschnitt Unmittelbare Vorläufer von Shakespeares Hamlet.
Das unfreiwillige Geständnis einer Mörderin
Im Jahre 1599 hat Shakespeares Theatergruppe das Stück A Warning for Fair Women eines anonymen Autors aufgeführt. Es erzählt die Geschichte einer Gattenmörderin, die ein Theaterstück anschaut, in dem der Geist des Ehemanns die Mörderin verfolgt.
Darin heißt es:
She was so mooved with the sight thereof,
As she cryed out, the Play was made by her,
And openly confesst her husbands murder.
Sie war vom Betrachten [des Theaterstückes] so bewegt,
dass sie laut rief, das Stück handele von ihr,
und sie gestand den Mord an ihrem Ehemann.
Verschiedene Autoren halten dieses Stück als eine Quelle für Hamlets Plan, den König Claudius mittels eines Theaterstücks zu überführen.
The Murder of Gonzago

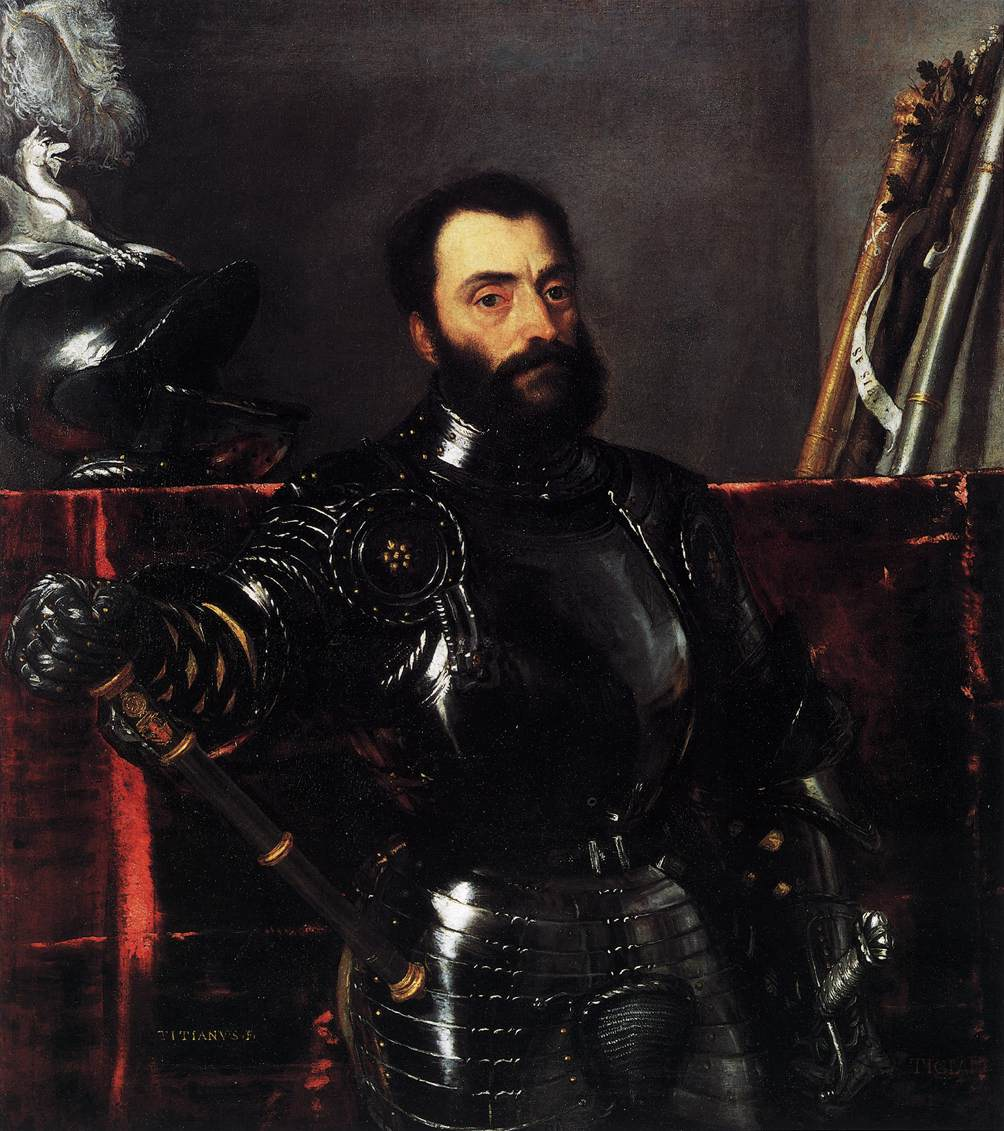
Tizian, Francesco Maria I. della Rovere ca. 1536.

Im Hamlet erscheint ein fiktives, zeitgenössisches Theaterstück. Auf den Titel dieses Stücks im Stück gibt es verschiedene Hinweise in der Literatur der Shakespeare-Zeit. Francesco Maria I. della Rovere wurde nach zeitgenössischen Aussagen im Jahr 1538 ermordet, indem ihm Gift in das Ohr gegossen wurde. Sein Mörder war Luigi Gonzago, der Geliebte seiner Frau. Von della Rovere existiert ein Porträt von Tizian, das Ähnlichkeiten mit der Beschreibung des Geistes von Hamlets Vater besitzt. Andere Autoren haben darauf hingewiesen, dass die Kenntnis von einer Verbindung des Ohres mit dem Rachen durch die Entdeckung der Eustachi-Röhre im Jahre 1564 beeinflusst sein könnte. Die Idee der „neapolitanischen Methode“ findet sich in Marlowes Eduard II.

## Zeitgenössische Dichtung
The aged lover rounounceth love
In Szene V.1 (Z. 61–97) in Hamlet singt der erste Totengräber beim Ausheben des Grabes für Ophelias Bestattung ein Lied, in dem in leicht veränderter Form drei Strophen aus dem Gedicht The aged lover rounounceth love (dt. Der alternde Liebende schwört der Liebe ab) von Thomas Vaux, 2. Baron Vaux of Harrowden (1509-1556) zitiert werden:
In youth, when I did love, did love,
Methought it was very sweet,
To contract-O-the time for-a-my behove,
O methought there-a-was nothing-a-meet.
But age, with his stealing steps,
Hath caught me in his clutch,
And hath shipped me intil the land,
As if I had never been such.
A pickaxe and a spade, a spade,
For and a shrouding-sheet:
O, a pit of clay for to be made
For such a guest is meet.
Die deutsche Übersetzung in der Fassung von August Wilhelm von Schlegel lautet:
In jungen Tagen ich lieben thät,
Das dünkte mir so süß.
Die Zeit zu verbringen, ach früh und spät,
Behagte mir nichts wie dies.
Doch Alter mit dem schleichenden Tritt
Hat mich gepackt mit der Faust,
Und hat mich weg aus dem Lande geschifft,
Als hätt’ ich da nimmer gehaust.
Ein Grabscheit und ein Spaten wohl,
Samt einem Kittel aus Lein,
Und o, eine Grube, gar tief und hohl,
Für solchen Gast muß sein.
Die poetische Vorlage von Lord Thomas Vaux erschien posthum in Druckform 1557 in Tottel’s Miscellany, der ersten gedruckten und zur damaligen Zeit berühmten Anthologie von Gedichten, die von dem Londoner Buchhändler und Verleger Richard Tottel, dem Schwiegersohn des bekannten Buchdruckers Richard Grafton, herausgegeben wurde.

## Philosophische Motive und Themen
Viele Gelehrte haben versucht, die Quellen von einzelnen Motiven und Details im Hamlet auszumachen. Bei dem Motiv des Bücher lesenden Prinzen wird häufig Bezug genommen auf die Frage, welche zeitgenössische philosophische Literatur Shakespeare im Hamlet verarbeitet hat.
Montaigne
In Hamlet gibt es Anklänge zeitgenössischer und antiker philosophischer Werke. Seit Edward Capell wird dabei immer wieder Montaigne ins Spiel gebracht. In neueren Arbeiten wurden die Beziehungen zwischen dem Denken von Montaigne und Shakespeare intensiv diskutiert. Der französische Anglist Robert Ellrodt hat beispielsweise auf enge inhaltliche Parallelen zwischen sechs Passagen im Hamlet einerseits und drei Essais von Montaigne hingewiesen. Die im Hamlet mehrfach angesprochene Vorstellung, ein Herrscher sei nur eine Mahlzeit für Würmer nehme Bezug auf die „Apologie de Raymond Sebond“ (Essais, Buch 2, Kapitel 12.). Andere Autoren haben die Annahme einer Montaigne-Rezeption durch Shakespeare kritisch betrachtet. In der jüngsten Arden-Ausgabe weisen Thompson und Taylor darauf hin, dass die Essais zwar schon zwischen 1580 und 1588 publiziert wurden, eine englische Übersetzung von John Florio aber erst 1603 erschien. Allerdings hat Sir William Cornwallis (der Vater von Frederick Cornwallis) im Jahre 1600 erwähnt, dass er Montaigne auf Englisch gelesen habe, und man nimmt an, dass dies Florios Übersetzung war, an der er ab 1598 gearbeitet hat. Shakespeare könnte diese also gekannt haben. Einzelne subjektivistische Formulierungen: […] for there is nothing either good or bad but thinking makes it so - [...] denn nichts ist [an sich] entweder gut oder schlecht, erst das Denken macht es dazu., in der man einen Anklang sehen kann an den Einleitungssatz von Montaignes Essay XL , wird von Thompson und Taylor als Variante einer Allerweltsweisheit angesehen: A man is weal or woe as he thinks himself so. (Sinngemäß: Ob man Glück oder Unglück hat, hängt vom Standpunkt ab).
Pico della Mirandola, Cicero und andere
Die berühmte Rede Hamlets über die Würde des Menschen: What a Piece of work is a man […] - Was für ein Meisterwerk ist ein Mensch, [...] hält W. Müller als Pico della Mirandolas Schrift Oratio de hominis dignitate. nachempfunden. Auch Ronald Knowles glaubt nicht, dass Montaignes „Apologie de Raymond Sebond“ das Vorbild für die Rede abgab, sondern vielmehr die Schriften Bref discours de Lexcellence et dignité de l'homme. (1558) und Le Théâtre du monde, où il est fait un ample discours des misères humaines. (1561) von Pierre Boaistuau, die 1566 und 1574 von John Alday ins Englische übersetzt wurden. Bei der Frage nach der Rezeption weiterer Autoren gehen die Meinungen der Gelehrten nicht so sehr auseinander. Die Begrüßung Horatios durch Hamlet: Sir, my good friend, I'll Change that name with you. - Mein Herr, mein guter Freund, ich will diesen Namen mit euch wechseln. wird als Ausdruck einer auf Ciceros Rede über die Freundschaft zurückgehenden Höflichkeitsstrategie und Beispiel für die Anwendung von „in-group identity marker“ angesehen. Die Anprangerung sozialer Missstände im „To be or not to be“-Monolog: For who would bear the Whips and scorns of time […] („Denn wer ertrüge die Hiebe und den Spott der Zeit ...“) wird von einzelnen Autoren als von Thomas Morus oder Erasmus von Rotterdam inspiriert angesehen.

## Inhaltsvergleich zwischen Hamlet und seinen Quellen
Historiae Danicae
Amleths Vater erschlug den norwegischen König im Duell und wird von seinem Bruder Feng ermordet. Feng heiratet Gerutha, die Witwe seines Bruders. Der Mord geschieht nicht heimlich. Amleth verstellt sich als wahnsinnig, geht in zerlumpter Kleidung, stellt am Feuer sitzend hackenförmige Stöckchen her, wirkt aber unglaubwürdig. Daher wird er Proben unterzogen. Die erste Probe besteht darin, ihn mit einer hübschen Frau zu konfrontieren. Amleth überredet sie zur Verschwiegenheit. Feng und ein Freund beschließen, Amleth zu belauschen, wenn er seine Mutter besucht. Amleth bemerkt den Spion, tötet ihn, zerstückelt die Leiche und verfüttert die Teile an die Schweine. Darauf kehrt er zu seiner Mutter zurück und macht ihr Vorwürfe wegen ihrer Wiederverheiratung. Feng schickt den Amleth in Begleitung nach England, zusammen mit einem Brief, der den englischen König bittet Amleth hinzurichten. Amleth ersetzt seinen Namen durch den der Begleiter und fügt den Zusatz hinzu, dass er mit der Tochter des englischen Königs verheiratet werde. Als er zurückkehrt, arrangiert er in der Königshalle eine Falle für die Lehensleute, legt einen Brand im Königspalast und tötet Feng in seinem Bett, indem er ein vertauschtes Schwert benutzt. Schließlich verteidigt er sich vor dem Volk erfolgreich mit einer Rede und wird zum König gekrönt. Schließlich findet er den Tod in der Schlacht.
Belleforests Version der Hamlet-Sage
In Belleforests Version der Hamlet-Sage tötet der Pirat Horvendile den norwegischen König Collere. Nach Dänemark zurückgekehrt heiratet er die (verwitwete) Prinzessin Geruth. Sein jüngerer Bruder Fengon tötet Horvendile, hat noch zu Lebzeiten von Horvendile eine ehebrecherische Beziehung zu Geruth. Geruth hat einen Sohn aus erster Ehe, Hamblet. Dieser fürchtet das nächste Opfer Fengons zu werden und stellt sich deshalb verrückt, um harmlos zu erscheinen. Das wird beinahe durchschaut, deshalb werden ihm Fallen gestellt. Eine hübsche junge Frau soll ihn verführen und Spione belauschen ihn in der Kammer seiner Mutter. Seine Mutter unterstützt die Rachepläne von Hamlet, warnt ihn und Hamblet ermordet Fengon in seinem Bett, indem er ihm den Kopf von den Schultern schlägt. Zum Schluss verteidigt sich Hamblet gegen den Vorwurf des Hochverrats. Er erklärt, als rechtmäßiger Thronfolger einen treubrüchigen Untertan bestraft zu haben.
Thomas Kyd – Spanische Tragödie
Die wichtigsten Elemente von Thomas Kyds spanischer Tragödie sind folgende: es geht um die Rache eines Vaters für seinen ermordeten Sohn, der Held ist wahnsinnig, der Geist eines Toten erscheint und es findet sich findet das Stück-im-Stück, das bezogen auf die Haupthandlung einen ähnlichen Zweck erfüllt. Zu den weiteren, insgesamt mindestens zwanzig strukturellen Parallelen zählen neben dem Selbstmord einer Frau auch das Auftreten eines treuen Freundes namens Horatio oder eines Bruders, der den Liebhaber seiner Schwester tötet. Die Unterschiede sind jedoch deutlich: in Shakespeares Hamlet rächt der Sohn den Vater, der Geist des Vaters fordert Rache und der Wahnsinn des Helden ist gestellt. Eine wichtige Übereinstimmung zwischen Hamlet und der spanischen Tragödie ist das Vorkommen einer zweiten Rachegeschichte in dem Stück: das Hauptmotiv ist das Rachebegehren des Geistes des verstorbenen spanischen Offiziers Andrea gegenüber seinem Mörder Balthazar. Balthazar wurde von Horatio gefangen genommen und ermordet diesen später. Horatios Vater Hieronimo ermordet Balthazar bei der Aufführung eines Stückes im Stück. So wird das Rachebegehren von Andreas Geist und gleichzeitig das von Hieronimo erfüllt.

## Textausgaben
Englisch
- Harold Jenkins (Hrsg.): Hamlet. The Arden Shakespeare. Second Series. London 1982.
- Philip Edwards (Hrsg.). Hamlet, Prince of Denmark. New Cambridge Shakespeare. Cambridge 1985, 2003, ISBN 978-0-521-53252-5.
- Ann Thompson, Neil Taylor (Hrsg.): Hamlet. The Arden Shakespeare. Third Series. Band 1, London 2006, ISBN 978-1-904271-33-8.
- Ann Thompson, Neil Taylor (Hrsg.): Hamlet. The Texts of 1603 and 1623. The Arden Shakespeare. Third Series. Band 2, London 2006, ISBN 1-904271-80-4.

Englisch-Deutsch
- Norbert Greiner, Wolfgang G. Müller (Hrsg.): Hamlet, Prince of Denmark. Englisch-deutsche Studienausgabe. Stauffenburg Verlag, Tübingen 2008, ISBN 978-3-86057-567-3.

## Belege
1. ↑  Ann Thompson, Neil Taylor (Hrsg.): Hamlet. The Arden Shakespeare. Third Series. Band 1, London 2006. S. 64.
2. ↑  Ann Thompson, Neil Taylor (Hrsg.): Hamlet. The Arden Shakespeare. Third Series. Band 1, London 2006. S. 26. (Garber 124-71)
3. ↑  Ann Thompson, Neil Taylor (Hrsg.): Hamlet. The Arden Shakespeare. Third Series. Band 1, London 2006. S. 64.
4. ↑  George Richard Hibbard (Hrsg.): Hamlet. The Oxford Shakespeare. Oxford University Press, Oxford 1987, 2008. S. 6.
5. ↑  Enzyklopädie des Märchens Band 6. S. 424, Artikel „Hamlet“ von Werner Bies.
6. ↑  Siehe Günter Jürgensmeier (Hrsg.): Shakespeare und seine Welt. Galiani, Berlin 2016, ISBN 978-3-86971-118-8, S. 427 ff. Vgl. ebenso die Rezension von Kathleen Wine: François de Belleforest. Le Cinquiesme Tome des Histoires Tragiques. Ed. Hervé-Thomas Campangne. Textes Littéraires Français 622. Geneva: Librairie Droz, 2013. In: Renaissance Quarterly. Volume 67, Issue 3, 2014, S. 1085. In zahlreichen anderen Quellen wird die Erstveröffentlichung des fünften Bandes der Histoires tragiques davon abweichend auf 1570 datiert. Siehe Sabine Schülting: Hamlet, Prince of Denmark. In: Ina Schabert: Shakespeare-Handbuch. Die Zeit, der Mensch, das Werk, die Nachwelt. Kröner, Stuttgart 1972, ISBN 3-520-38601-1 (5., durchgesehene und ergänzte Auflage ebenda 2009, ISBN 978-3-520-38605-2), S. 528. Auch die Herausgeber der dritten Arden-Ausgabe von Hamlet datieren die französische Erstpublikation des fünften Bandes der Histoires tragiques auf 1570. Siehe Ann Thompson, Neil Taylor (Hrsg.): Hamlet. The Arden Shakespeare. Third Series. Band 1, London 2006, Introduction, S. 64ff. Eine solche Datierung auf 1570 findet sich gleichfalls im Hamlet-Handbuch. Siehe Ralf Haekel: François de Belleforest. In: Peter W. Marx (Hrsg.): Hamlet-Handbuch. Stoffe, Aneignungen, Deutungen. Metzler Verlag, Stuttgart und Weimar 2014, ISBN 978-3-476-02352-0, S. 3–5, hier S. 3.  Zu Belleforest als Quelle siehe auch Israel Gollancz: The sources of Hamlet, with essay on the legend. Humphrey Milford, London 1926, S. 318 (englisch, Textarchiv – Internet Archive), der allerdings nur die Ausgabe von 1576 kennt.
7. ↑  Ann Thompson, Neil Taylor (Hrsg.): Hamlet. The Arden Shakespeare. Third Series. Band 1, London 2006. S. 67f. Vgl. ferner Sabine Schülting: Hamlet, Prince of Denmark. In: Ina Schabert: Shakespeare-Handbuch. Die Zeit, der Mensch, das Werk, die Nachwelt. Kröner, Stuttgart 1972, ISBN 3-520-38601-1 (5., durchgesehene und ergänzte Auflage ebenda 2009, ISBN 978-3-520-38605-2), S. 528. Siehe ebenso Günter Jürgensmeier (Hrsg.): Shakespeare und seine Welt. Galiani, Berlin 2016, ISBN 978-3-86971-118-8, S. 427 sowie Wolfgang G. Müller: Die Quellen des Hamlet und Interpretationsprobleme des Dramas. In: Norbert Greiner, Wolfgang G. Müller (Hrsg.): Hamlet, Prince of Denmark. Englisch-deutsche Studienausgabe. Stauffenburg Verlag, Tübingen 2008, S. 28–36, hier S. 32f.
8. ↑  George Richard Hibbard (Hrsg.): Hamlet. The Oxford Shakespeare. Oxford University Press, Oxford 1987, 2008. S. 6.
9. ↑  Siehe Andreas Höfele: Hamlet. In: Interpretationen - Shakespeares Dramen. Philipp Reclam jun. Verlag, Stuttgart 2000, ISBN 3-15-017513-5, S. 238–272, hier S. 243.
10. ↑  Vgl. den Abdruck der deutsche Übersetzung des Amleth von Saxo Grammaticus in Günter Jürgensmeier (Hrsg.): Shakespeare und seine Welt. Galiani, Berlin 2016, ISBN 978-3-86971-118-8, S. 428-440. Siehe auch Ulrich Suerbaum: Der Shakespeare-Führer. Reclam, Ditzingen 2006, ISBN 3-15-017663-8, 3. rev. Auflage 2015, ISBN 978-3-15-020395-8, S. 332.
11. ↑  Siehe Günter Jürgensmeier (Hrsg.): Shakespeare und seine Welt. Galiani, Berlin 2016, ISBN 978-3-86971-118-8, S. 427 ff. sowie den  Abdruck der deutschen Übersetzung der Ansprache des Prinzen Amleth an Königin Geruthe, seine Mutter, ebenda S. 443-444. Jürgensmeier zufolge stellt Belleforests Fassung jedoch mit hoher Wahrscheinlichkeit Shakespeares Hauptquelle dar, obwohl er einräumt, dass dies nicht mit völliger Sicherheit nachgewiesen werden könne. Er selber betrachtet dennoch Belleforests Fassung als Shakespeares Hauptquelle, obwohl er einräumt, dass dies nicht mit völliger Sicherheit nachgewiesen werden könne (S. 427).
12. ↑  Ann Thompson, Neil Taylor (Hrsg.): Hamlet. The Arden Shakespeare. Third Series. Band 1, London 2006. S. 60.
13. ↑  Ann Thompson, Neil Taylor (Hrsg.): Hamlet. The Texts of 1603 and 1623. The Arden Shakespeare. Third Series. Band 2, London 2006. S. 482.
14. ↑  Ann Thompson, Neil Taylor (Hrsg.): Hamlet. The Arden Shakespeare. Third Series. Band 1, London 2006. S. 61.
15. ↑  Geoffrey Bullough (Hrsg.): Narrative and Dramatic Sources of Shakespeare. 8 Bände, London und New York 1957-1975. Band 7, S. 33.
16. ↑  Avrim R. Eden, Jeff Opland: Bartolommeo Eustachio’s ‘De Auditus Organis’ and the unique murder plot in Shakespeares Hamlet. The New England Journal of Medicine, 307, 22. Juli 1982. S. 259–261.
17. ↑  Ann Thompson, Neil Taylor (Hrsg.): Hamlet. The Arden Shakespeare. Third Series. Band 1, London 2006. S. 62.
18. ↑  Vgl. Günter Jürgensmeier (Hrsg.): Shakespeare und seine Welt. Galiani, Berlin 2016, ISBN 978-3-86971-118-8, S. 437. Siehe auch den Eintrag Vaux of Harrowden, Thomas Vaux, 2nd Baron in der Encyclopædia Britannica von 1911, Online auf Wikisource . Abgerufen am 16. August 2020. Der Text des Erstdruckes von The aged lover rounounceth love ist bei WordPress in einer Ausgabe von Tottel’s Miscellany aus dem Jahre 1890 (hier S. 173 f.) als PDF-Datei online zugänglich . Abgerufen am 16. August 2020. In der Textversion der ersten Quarto-Ausgabe von Hamlet findet sich anstelle der drei Strophen des Liedes in der ersten Folio-Ausgabe eine auf zwei Strophen gekürzte Fassung. Vgl. William Shakespeare: Hamlet. Hrsg. von Harold Jenkins. The Arden Shakespeare. Methuen 1982, Nachdruck 2001 von Thomas Learning, Introduction, S. 27 f.
19. ↑  Ann Thompson, Neil Taylor (Hrsg.): Hamlet. The Arden Shakespeare. Third Series. Band 1, London 2006. S. 61.
20. ↑  Capell, E.: Mr. William Shakespeare. His Comedies, Histories, and Tragedies. 10 Bände, London 1767-68.
21. ↑  Hugh Grady: Shakespeare, Machiavelli, and Montaigne: Power and Subjectivity from Richard II to Hamlet. Oxford University Press, Oxford 2002. Graham Bradshaw, Tom Bishop: The Shakespearean International Yearbook: Special Section, Shakespeare and Montaigne Revisited: 6. Ashgate Publishing Limited 2006.
22. ↑  Ann Thompson, Neil Taylor (Hrsg.): Hamlet. The Arden Shakespeare. Third Series. Band 1, London 2006. II, 1, 59-62; II, 1, 82-87; IV, 3, 19-24; IV, 3, 39-42; V, 2, 10f und V, 2, 200f.
23. ↑  Montaigne Essais, 2. Buch: „We taste nothing purely“, „Against idleness, or doing nothing“ und „Of bad menas employed to a godd end“.
24. ↑  Robert Ellrodt: Self-consciousness in Montaigne and Shakespeare. Shakespeare Survey 28 (1975) 37-50.
25. ↑  Norbert Greiner, Wolfgang G. Müller (Hrsg.): Hamlet, Prince of Denmark. Englisch-deutsche Studienausgabe. Stauffenburg Verlag, Tübingen 2008. IV, 3, 30f. Ann Thompson, Neil Taylor (Hrsg.): Hamlet. The Arden Shakespeare. Third Series. Band 1, London 2006. VI, 3, 30f. Nothing but to show you how an king may go a Progress through the guts of a beggar. - Nichts, [ich will] nur zeigen, wie ein König durch die Eingeweide eines Bettlers auf Staatsreise gehen kann.
26. ↑  Norbert Greiner, Wolfgang G. Müller (Hrsg.): Hamlet, Prince of Denmark. Englisch-deutsche Studienausgabe. Stauffenburg Verlag, Tübingen 2008. (Kommentar VI.3) S. 499.
27. ↑  Ann Thompson, Neil Taylor (Hrsg.): Hamlet. The Arden Shakespeare. Third Series. Band 1, London 2006. S. 73.
28. ↑  Norbert Greiner, Wolfgang G. Müller (Hrsg.): Hamlet, Prince of Denmark. Englisch-deutsche Studienausgabe. Stauffenburg Verlag, Tübingen 2008. II, 2, 248f. Ann Thompson, Neil Taylor (Hrsg.): Hamlet. The Arden Shakespeare. Third Series. Band 1, London 2006. II, 2, 284.Norbert Greiner, Wolfgang G. Müller (Hrsg.): Hamlet, Prince of Denmark. Englisch-deutsche Studienausgabe. Stauffenburg Verlag, Tübingen 2008. (Kommentar II.2) S. 459.
29. ↑  Montaigne’s Essays
30. ↑  William Shakespeare: Hamlet. The Arden Shakespeare. Third Series. Edited by Ann Thompson and Neil Taylor. Volume one. London 2006: S. 466.
31. ↑  Norbert Greiner, Wolfgang G. Müller (Hrsg.): Hamlet, Prince of Denmark. Englisch-deutsche Studienausgabe. Stauffenburg Verlag, Tübingen 2008. II, 2, 300ff. Ann Thompson, Neil Taylor (Hrsg.): Hamlet. The Arden Shakespeare. Third Series. Band 1, London 2006. II, 2, 269ff.
32. ↑  Norbert Greiner, Wolfgang G. Müller (Hrsg.): Hamlet, Prince of Denmark. Englisch-deutsche Studienausgabe. Stauffenburg Verlag, Tübingen 2008. (Kommentar II.2) S. 460.
33. ↑  Ronald Knowles: Hamlet and counter-humanism. in: Renaissance Quarterly, 52 (1999), 1046-69.
34. ↑  Norbert Greiner, Wolfgang G. Müller (Hrsg.): Hamlet, Prince of Denmark. Englisch-deutsche Studienausgabe. Stauffenburg Verlag, Tübingen 2008. I, 2, 163. Ann Thompson, Neil Taylor (Hrsg.): Hamlet. The Arden Shakespeare. Third Series. Band 1, London 2006. I, 2, 163.
35. ↑  Norbert Greiner, Wolfgang G. Müller (Hrsg.): Hamlet, Prince of Denmark. Englisch-deutsche Studienausgabe. Stauffenburg Verlag, Tübingen 2008. (Kommentar I.2) S. 434. Roger Brown and Albert Gilman: Politeness Theory and Shakespeare’s Four Major Tragedies. in: Language in Society 18 (1989) S. 159–212; Zit. S. 167.
36. ↑  Norbert Greiner, Wolfgang G. Müller (Hrsg.): Hamlet, Prince of Denmark. Englisch-deutsche Studienausgabe. Stauffenburg Verlag, Tübingen 2008. III, 1, 70. Ann Thompson, Neil Taylor (Hrsg.): Hamlet. The Arden Shakespeare. Third Series. Band 1, London 2006. III, 1, 69.
37. ↑  Norbert Greiner, Wolfgang G. Müller (Hrsg.): Hamlet, Prince of Denmark. Englisch-deutsche Studienausgabe. Stauffenburg Verlag, Tübingen 2008. (Kommentar III.1) S. 4471.
38. ↑  Philip Edwards (Hrsg.). Hamlet, Prince of Denmark. New Cambridge Shakespeare. Cambridge 1985, 2003. S. 1. Geoffrey Bullough (Hrsg.): Narrative and Dramatic Sources of Shakespeare. 8 Vols. London and New York 1957-1975. Vol. VII, S. 69–79.Norbert Greiner, Wolfgang G. Müller (Hrsg.): Hamlet, Prince of Denmark. Englisch-deutsche Studienausgabe. Stauffenburg Verlag, Tübingen 2008. S. 29f.
39. ↑  Brown Handbook. S. 12–16. Philip Edwards (Hrsg.). Hamlet, Prince of Denmark. New Cambridge Shakespeare. Cambridge 1985, 2003. S. 2.
40. ↑  Philip Edwards (Hrsg.). Hamlet, Prince of Denmark. New Cambridge Shakespeare. Cambridge 1985, 2003. S. 3.
41. ↑  Philip Edwards (Hrsg.). Hamlet, Prince of Denmark. New Cambridge Shakespeare. Cambridge 1985, 2003. S. 4. Siehe auch Günter Jürgensmeier (Hrsg.): Shakespeare und seine Welt. Galiani, Berlin 2016, ISBN 978-3-86971-118-8, S. 428.